# Rachel Cawthorn
Rachel Cawthorn (3 novembre 1988) est une kayakiste britannique pratiquant la course en ligne.

## Palmarès

### Championnats du monde de canoë-kayak course en ligne
- 2010 à Poznań,  Pologne
  -  Médaille d'or en K-1 500 m

### Championnats d'Europe de canoë-kayak course en ligne
- 2010 à Trasona  Espagne
  -  Médaille d'or en K-1 1000 m